# Glacier-Nationalpark (Vereinigte Staaten)
Der Glacier-Nationalpark ist ein Nationalpark der Vereinigten Staaten im Hochgebirge der Rocky Mountains. Er liegt im Norden des US-Bundesstaats Montana an der Grenze zu Kanada und weist geologische, geographische und klimatische Besonderheiten auf. Seine verschiedenen Ökosysteme sind nahezu ungestört. Er wurde am 11. Mai 1910 unter Schutz gestellt, wird vom National Park Service verwaltet und dient wegen seiner langen Forschungsgeschichte als Referenzgebiet für die Erforschung der Klimageschichte und der globalen Erwärmung.
Jenseits der Grenze liegt auf kanadischem Boden der Waterton-Lakes-Nationalpark. Beide Parks zusammen wurden 1932 als erstes grenzüberschreitendes Naturschutzgebiet der Welt unter dem Namen Waterton-Glacier International Peace Park zu einem „Internationalen Friedenspark“ ernannt und 1995 durch die UNESCO zum Weltnaturerbe erklärt. Der Glacier-Nationalpark ist seit 1976 ein Biosphärenreservat. Park und Region werden als Crown of the Continent (Krone des Kontinents) bezeichnet, das Crown of the Continent Ecosystem umfasst das Großökosystem der zentralen Rocky Mountains beidseits der Grenze weit über die Nationalparks hinaus.
Der Glacier-Nationalpark bezieht seinen Namen von der durch Vergletscherung während des Eiszeitalters geprägten Landschaft. Die heute im Park liegenden Gletscher haben nur einen Bruchteil der ehemaligen Fläche und gehen infolge der auf den Klimawandel zurückzuführenden weltweiten Gletscherschmelze seit etwa 1850 massiv zurück. In der kanadischen Provinz British Columbia gibt es einen weiteren Nationalpark mit dem Namen Glacier, in Alaska liegt der Glacier-Bay-Nationalpark.

## Geographie und Klima

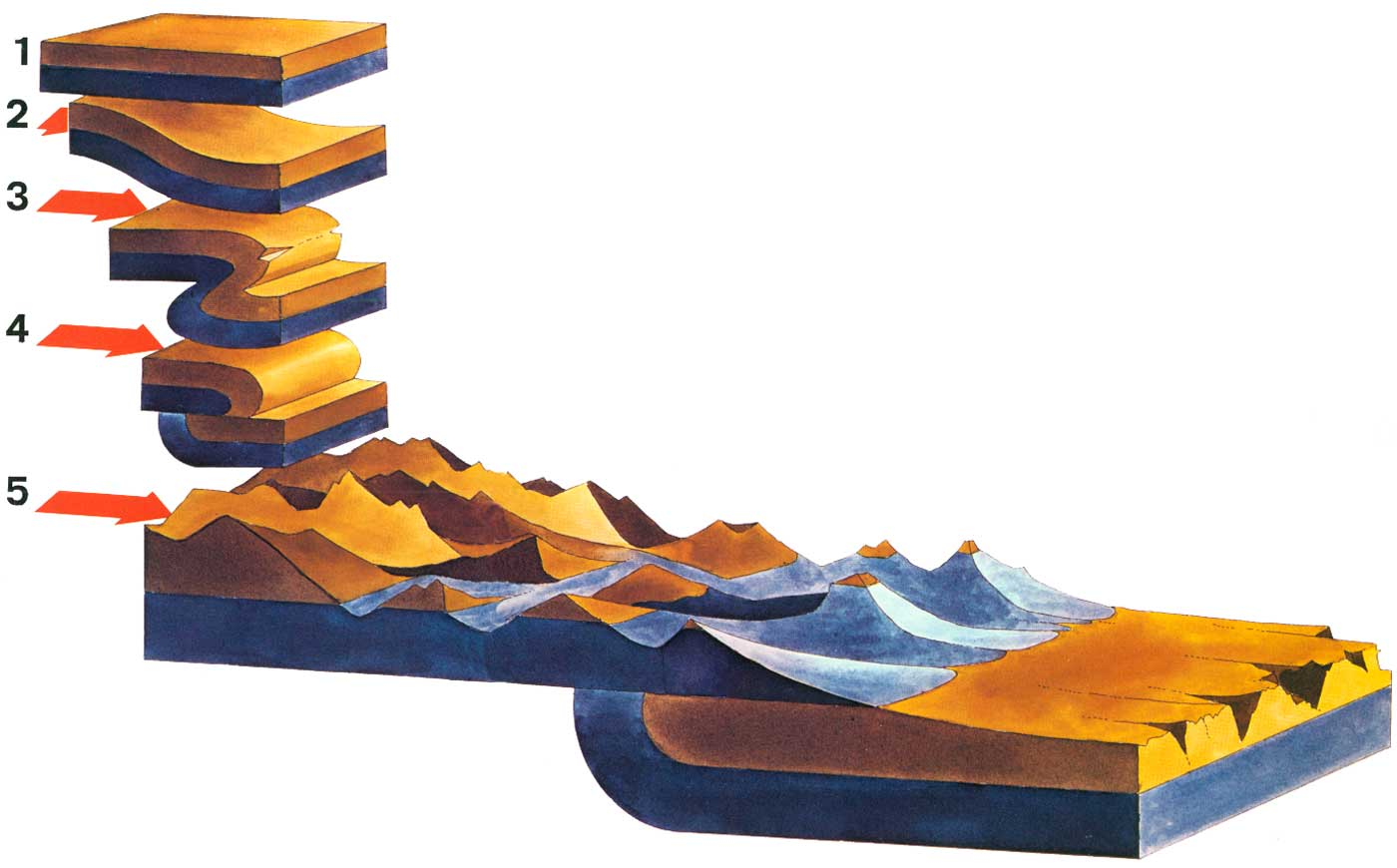
Vereinfachte Darstellung der Lewis-Überschiebung. National Park Service, 1978

Geologisches Profil des Parks in Ost-West-Richtung

Der Park liegt an der Ostflanke der Rocky Mountains und umfasst deren in Nord-Süd-Richtung verlaufenden Hauptkamm. Auf dem Hauptkamm verläuft die  Nordamerikanische kontinentale Wasserscheide und im Glacier-Nationalpark liegt der Triple Divide Peak mit einer Höhe von 2433 m. Der Berg ist der Wasserscheidepunkt an dessen Flanken sich die Einzugsgebiete des Pazifischen Ozeans, des Atlantischen Ozeans über den Golf von Mexiko und des Arktischen Ozeans über die Hudson Bay berühren. Auf diese Funktion als Scheitelpunkt Nordamerikas geht die Bezeichnung als Krone des Kontinents für den Park und die Region zurück.
Die Westgrenze des Parks bilden North Fork und Middle Fork des Flathead Rivers; die Südgrenze verläuft an dessen Zufluss Bear Creek. Im Osten grenzt der Park an die Blackfeet Indian Reservation mit dem markanten Chief Mountain auf der Grenze, im Norden an Kanada. Der höchste Punkt des Parks ist der Mount Cleveland mit 3190 m im Norden, der tiefste Punkt liegt mit 960 m am Zusammenfluss von North Fork und Middle Fork des Flathead Rivers nahe dem Westeingang des Parks mit dem Hauptquartier der Verwaltung. Im Süden verlaufen die Bahnlinie der Great Northern Railway und der U.S. Highway U.S. 2 auf oder nahe der Parkgrenze. Außerhalb des Parks schließen sich im Westen der Flathead National Forest und im Südosten der Lewis and Clark National Forest an, zwei Nationalforste unter der Verwaltung des U.S. Forest Service. In die beiden Nationalforste ist die nur durch die Bahn und die Straße vom Park getrennte Great Bear Wilderness eingelagert, ein Wilderness Area und damit die strengste Klasse von Naturschutzgebieten der Vereinigten Staaten. Auf kanadischer Seite grenzt neben dem Waterton-Lakes-Nationalpark in der Provinz Alberta auch der Akamina-Kishinena Provincial Park der Provinz British Columbia an den Glacier-Nationalpark.
Das Erscheinungsbild des Nationalparks prägen die quer zum Hauptkamm verlaufenden von eiszeitlichen Gletschern ausgeschliffenen Trogtäler mit über 750 Seen, von denen nur 131 einen offiziellen Namen tragen. In den Tieflagen liegen Zungenbeckenseen, im höheren Gelände handelt es sich um Karseen. Die größeren Seen des Parks sind der Lake McDonald, der Two Medicine Lake, St. Mary Lake, der Lake Sherburne und der Südteil des grenzüberschreitenden Upper Waterton Lake.
Der Hauptkamm der Rocky Mountains trennt den Park als Klimascheide in zwei sehr unterschiedliche Zonen. Der Westen unterliegt dem maritimen Einfluss des Pazifischen Ozeans mit gemäßigten Temperaturen und hohen Niederschlägen, während die Ostseite dem kontinentalen Klima zugehörig ist, das durch extreme jahreszeitliche Temperaturunterschiede und die für Nordamerika typischen Blizzards aus nördlichen Richtungen geprägt ist. Im Osten des Parks wurden 1937 am Two Medicine Lake +47 °C gemessen, südlich des Parks am Rogers Pass 1954 –57 °C, die niedrigste Temperatur der Vereinigten Staaten außerhalb Alaskas. Mit dieser Temperaturspanne ist Montana der Bundesstaat mit dem größten gemessenen Temperaturunterschied. In Browning östlich außerhalb des Parks fiel am 23. Januar 1916 die Temperatur innerhalb von 24 Stunden von 7 °C auf −49 °C, der größte Temperaturunterschied innerhalb eines Tages in den Vereinigten Staaten.

## Geologie
Der Glacier-Nationalpark ist geologisch herausgehoben durch die Lewis-Überschiebung. Durch diese Überschiebung liegt sehr altes Gestein aus dem Proterozoikum, das vor bis zu 1,5 Milliarden Jahren entstanden ist, über jüngeren Schichten aus Quartär und Kreide und den letzten 100 Millionen Jahren. Im Zuge der Laramischen Gebirgsbildung bauten plattentektonische Vorgänge vor der nordamerikanischen Westküste Druck auf. Dieser wurde nach Osten in die Nordamerikanische Platte weitergegeben und eine Tektonische Decke von rund 450 Kilometern Länge in Nord-Süd-Richtung und einer Mächtigkeit von mindestens 5000 Metern wurde im Zeitraum von vor 80 bis 40 Millionen Jahren um circa 80 Kilometer in einem flachen Winkel nach Osten über das dort anstehende Gestein geschoben. Spannungen innerhalb der Decke führten zu einer Synklinale, einer konkav – also nach innen – gewölbten Struktur, durch die Gesteinsschichten im Osten und Westen des Parks höher liegen als im Zentrum. Sie bilden die beiden Nord-Süd-Bergketten des Parks, die Lewis range im Osten und die Livingstone range im Nordwesten. Durch diese spezielle Entstehung hebt sich die Lewis range im Osten ohne Vorgebirge aus der Ebene der Great Plains.
Durch Erosion der oberen Schichten der Lewis-Überschiebung und die Talbildung während der Vergletscherung wurde das Gestein aus dem Proterozoikum freigelegt und sein geologisches Profil angeschliffen. Über 2100 Höhenmeter in acht stratigrafischen Schichten sind im Park aufgeschlossen, was das Gebiet zum besten Forschungsgebiet für die physikalische und chemische Zusammensetzung proterozoischer Gesteine und damit der Umweltbedingungen auf der Erde im Zeitraum von vor zwischen 1,5 Milliarden und 900 Millionen Jahren weltweit macht.
Der Ursprung der älteren Gesteine des Parks sind klastische Sedimentgesteine. Aus den Ablagerungen von Sanden, Tonen und den Kalkgehäusen von Zooplankton in einem Urmeer entstanden zunächst Gesteine wie Sandstein, Schiefer und Kalkstein. Teile davon wurden über geologische Zeiträume durch Druck späterer Schichten zu Metamorphen Gesteinen wie Quarzit, Tonschiefer sowie kristallinem Kalkstein (Marmor) und Dolomit umgewandelt. Gegenüber Aufschlüssen proterozoischen Gesteins in anderen Teilen der Erde ist die geringe Störung hervorzuheben: Im Glacier-Waterton-Gebiet haben sich Details der Sedimentation wie millimetergenaue Schichtung, Rippelmarken, Abdrücke von Salzablagerungen, Oolithe, Ton-Brekzien und andere Formen erhalten. Die jüngeren Gesteine aus Quartär und Kreide sind nur im Osten des Parks aufgeschlossen und bestehen aus Sand- und Schluffstein. Dazwischen fehlen Gesteine aus rund 800 Millionen Jahren, sie wurden bereits vor, während und nach der Gebirgsbildung durch Erosion abgetragen.
Die verschiedenen Gesteinsschichten enthalten Fossilien. Als das proterozoische Gestein entstand, gab es Leben auf der Erde nur in frühen Formen. Stromatolithe aus versteinerten Biofilmen von Cyanobakterien sind in allen präkambrischen Gesteinen des Parks erhalten und besonders häufig in der Siyeh-Formation aus Dolomit und Kalkstein, aus der die Mehrzahl der höheren Gipfel im Park bestehen. In den jüngeren präkambrischen Schichten treten auch Versteinerungen von erstem Seetang sowie vier Arten wirbelloser Tiere auf. In den quartären Gesteinen werden fossile Muscheln und Schnecken gefunden. In der Appekunny Formation im Osten des Parks, die auf ein Alter von 1,5–1,3 Milliarden Jahre datiert wird, wurden 1982 Abdrücke gefunden, die von den Entdeckern als Metazoa interpretiert und nach neuen Untersuchungen 2002 als Horodyskia moniliformis beschrieben wurden. Sie gehören zu den frühesten Spuren vielzelliger Tiere weltweit.

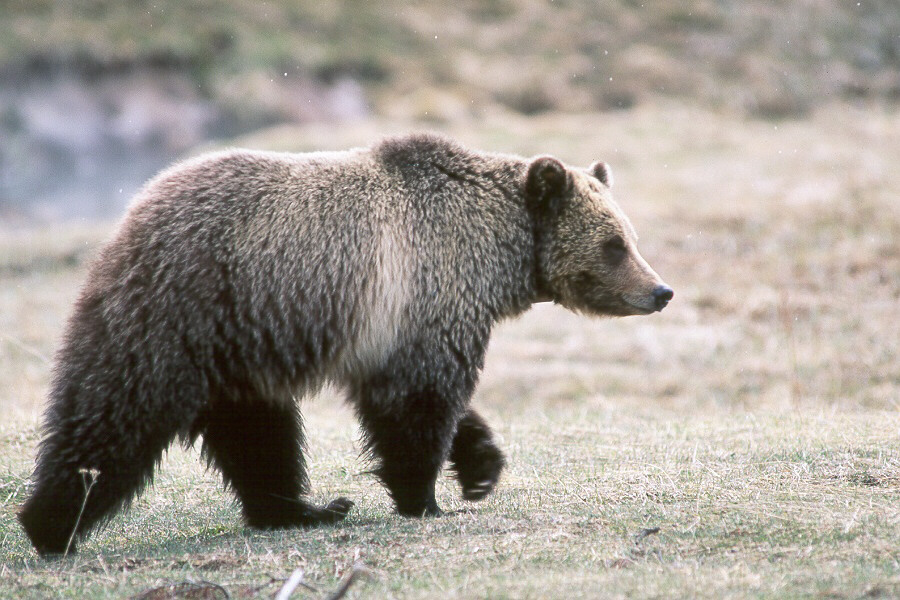
Grizzlybär

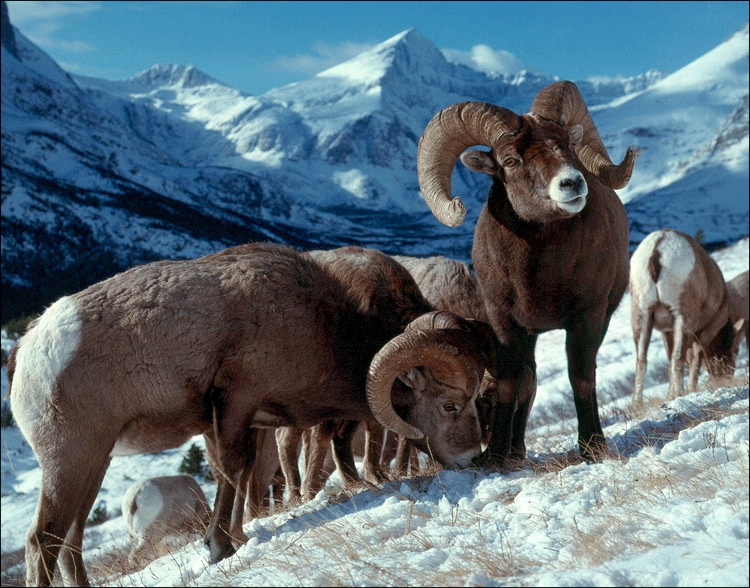
Dickhornschafe am Mount Wilbur

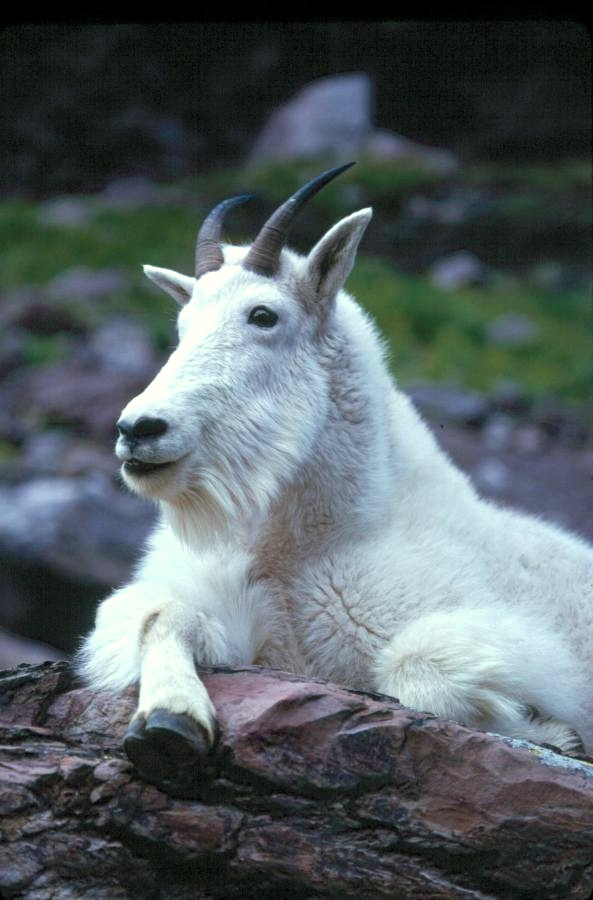
Schneeziege

## Ökosysteme
Der Glacier-Nationalpark als Zentrum des Crown of the Continent Ecosystems ist nahezu unbeeinflusst von modernen menschlichen Eingriffen in die Lebensräume und die Tier- und Pflanzenwelt. Soweit bekannt sind seit 1492, dem Jahr der Landung von Christoph Kolumbus und Bezugspunkt für natürliche und kulturelle Zustände ohne europäischen Einfluss, lediglich drei Tierarten im Park ausgestorben: Der Amerikanische Bison und der Gabelbock als Herdentiere der Prärie berührten ehemals den äußersten Osten des Parks. Der Swift-Fuchs (Vulpes velox) wurde in den 1930er Jahren als Raubwild ausgerottet. Uneinheitlich sind die Angaben, ob Karibus der Unterart Rangifer tarandus caribou (Kanadisches Waldkaribu) jemals die mittleren Höhenlagen der Ostflanke nutzten. Insgesamt leben im Gebiet über 70 Säugetierarten, rund 250 Vogelarten und über 1130 Pflanzenarten wurden nachgewiesen. Die Fischfauna des Parks leidet darunter, dass ab Ende des 19. Jahrhunderts und noch bis 1971 nicht-heimische Arten im Park eingebürgert wurden, um das Revier für Sportangler attraktiver zu machen. Durch den künstlichen Besatz wurde jedoch keine Art vollständig aus dem Park verdrängt und in den meisten der höchstgelegenen Seen ist die natürliche Fauna erhalten.
Fünf Arten des Parks, Weißkopfseeadler, Grizzly, Timberwolf, Kanadischer Luchs und Stierforelle (Salvelinus confluentus), sind nach dem Endangered Species Act als „gefährdet“ eingestuft. Der Timberwolf der nördlichen Rocky Mountains war im April 2009 kurzzeitig durch den US Fish and Wildlife Service aus dem Schutz des Bundes gestrichen und in die Zuständigkeit der Staaten übergeben worden. Ein Bundesgericht stellte den Schutz im August 2010 wieder her, da die Auslistung die Zusammenhänge der Populationen in den Rocky Mountains verkannt hatte.
Die Anzahl der im Park lebenden Grizzlybären ist nicht exakt bekannt. Park-Biologen schätzen die Zahl auf etwa 350. Die Zahl der Amerikanischen Schwarzbären ist mit mindestens 800 bedeutend höher. Die Bestandseinschätzungen des Schwarzbären variieren stark: Eine DNA-Studie, die Bärenhaare auswertete, deutet auf eine bis zu 6-mal höhere Schwarzbärpopulation hin.
Der Park weist entsprechend den Höhenstufen verschiedene Ökosysteme auf. Rund 55 Prozent der Fläche sind bewaldet, der Rest besteht aus Grasland in den Tieflagen (8 Prozent), Wasserflächen und Feuchtgebieten (8 Prozent) und den alpinen Matten und dem nackten Fels in steilen Wänden und oberhalb der Baumgrenze (29 Prozent). Wegen der klimatischen Unterschiede zwischen der maritim beeinflussten Westseite und der kontinentalen Ostflanke liegen die Übergänge zwischen den jeweiligen Ökosystemen auf der Ostseite mit ihren strengeren Wintern tiefer.

### Prärien
Im Osten reichten ursprünglich die Prärien der Great Plains bis direkt unter die Gebirgsflanke. Sie sind nahezu vollständig in landwirtschaftliche Nutzfläche umgewandelt worden. Im Park liegen einige kleine Restbestände auf Moränenzügen, wo die Hochgras-Rasengesellschaften in lockere Waldgesellschaften übergehen. Sie bestehen überwiegend aus Amerikanischer Zitterpappel und sind wie die Prärien auf sporadische Brände angewiesen, durch die weniger gut an den Umweltfaktor Feuer angepasste Arten zurückgedrängt werden. In die Zitterpappelbestände mischen sich Gelb-Kiefer, Douglasien, Küsten-Kiefer und Engelmann-Fichte. Da Feuer im Nationalpark bis in die 1980er Jahre bekämpft wurde, haben insbesondere die Gelb-Kiefern massiv zugenommen. Künstlich gelegte, kleine Brände in geeigneten Jahreszeiten sollen den ursprünglichen Zustand wiederherstellen.
Im Westen reichen die Ausläufer des Palouse-Gebietes bis in die Flusstäler an der Parkgrenzen. Die Prärien hier sind dichter und bilden ein kleinräumiges Mosaik aus Feuchtgebieten und Hügelketten. Die Baumarten sind die gleichen wie im Osten, wobei Küsten-Kiefer und Zitterpappel die feuchteren und Gelb-Kiefern die trockeneren Standorte bevorzugen. An den Flussufern steht ein Galeriewald aus Weiden und der Westlichen Balsam-Pappel.
Die Prärien sind Lebensraum für Tiere, die an Trockenheit und intensive Temperaturschwankungen angepasst sind. Dazu gehören verschiedene Nagetiere, darunter die Nördliche Taschenratte (Thomomys talpoides) und das Columbia-Ziesel, die überwiegend unterirdisch leben. Herdentiere der Prärien kommen im Glacier-Nationalpark nicht mehr vor. Waldränder der Tieflagen sind der bevorzugte Lebensraum für den Silberdachs. Nur auf der Ostseite lebt der Präriehase. Kojote, Wolf und Puma sind die größten Beutegreifer der Prärien, sie kommen aber auch in allen anderen Ökosystemen des Parks vor. Der Amerikanische Schwarzbär kommt nur gelegentlich, der Grizzly nur selten in die Tieflagen. Die Vogelwelt ist vielfältig und besteht aus Bewohnern der Schilffelder an Wasserläufen, Hühnervögeln in den eigentlichen Prärien und mehreren Arten Falken, Bussarde und der Hudsonweihe (um häufigere Greifvögel aufzuzählen).

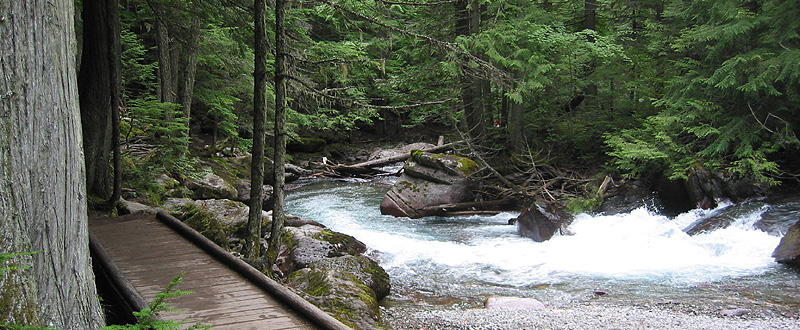
Lebensbaum-Tannenwald am Avalanche Creek

### Submontane Wälder
Waldgesellschaften der Hügelländer sind im Park nur im Süd-Westen zu finden. In geschützten Tälern mit hohen Niederschlägen stehen Riesen-Lebensbaum und Hemlocktanne. Da die beiden Arten einen frühen Kronenschluss erreichen, sind die Wälder arm an Unterwuchs und nur schattentolerante Pflanzen wie die Pazifische Eibe sowie Moose besiedeln den Boden. Nach Waldbränden wächst auf diesen Standorten als Pionierart die Westamerikanische Lärche. Der Große Brand von 1910 hat dazu geführt, dass die Art seitdem und bis heute stärker in diesem Teil des Parks verbreitet ist, als es für die vorherigen Jahrhunderte angenommen wird.

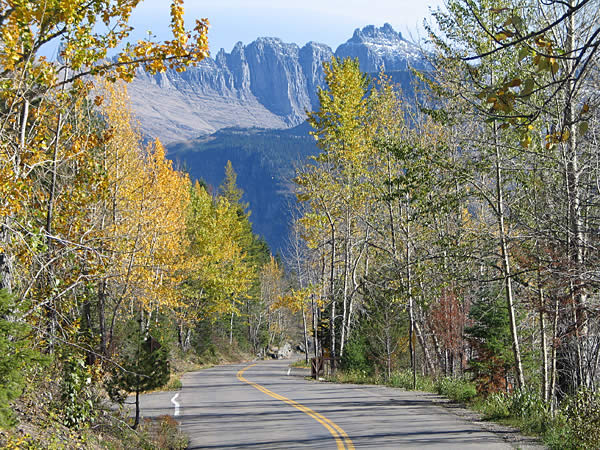
Going-to-the-Sun Road mit montanem Laubwald

### Montane Wälder
Die montanen Wälder unterhalb von 1400 Metern im Osten beziehungsweise 1500 Metern Meereshöhe im Westen machen den größten Teil des Parkgebietes aus. Sie werden von der Douglasie dominiert. An trockenen Standorten und solchen mit nur geringer Humusdicke mischen sich Zitterpappeln und Balsam-Pappeln sowie die Papier-Birke darunter. Die Wälder sind reich an Blütenpflanzen in der Krautschicht und an Ständerpilzen, je nach Jahreszeit.
Die bewaldeten Hänge des Parks sind der vielfältigste Lebensraum. Hier leben die kleinste Säugetierart des Parks, die Amerikanische Zwergspitzmaus, diverse Hörnchen, darunter das Westliche Grauhörnchen, Waschbären, Nordamerikanische Baumstachler sowie Tannenhuhn und Kragenhuhn als größte Raufußhühner. Der Schneeschuhhase lebt in den tieferen Waldzonen und am Rand der Prärien. Er ist die bevorzugte Beute für den Kanadischen Luchs, wobei die beiden Arten in einer engen Räuber-Beute-Beziehung stehen und ihre Populationsdynamik direkt zusammenhängt. Im Sommer und Herbst sind die Wälder Brut- und Lebensraum für Zugvögel, die die Winter in den Rocky Mountains nicht aushalten würden. Darunter sind mehrere Tyrannen-Arten, der Zedernseidenschwanz und der Andenbaumläufer. Zwei Kleiber-Arten sind Strichvögel und ziehen im Winter nur kurze Strecken je nach Wetterlage. Neun Spechtarten werden regelmäßig im Park beobachtet, acht davon brüten im Gebiet.
In den Wäldern verschiedener Höhenlagen leben auch Weißwedelhirsch, Maultierhirsch, Wapiti und Elch.

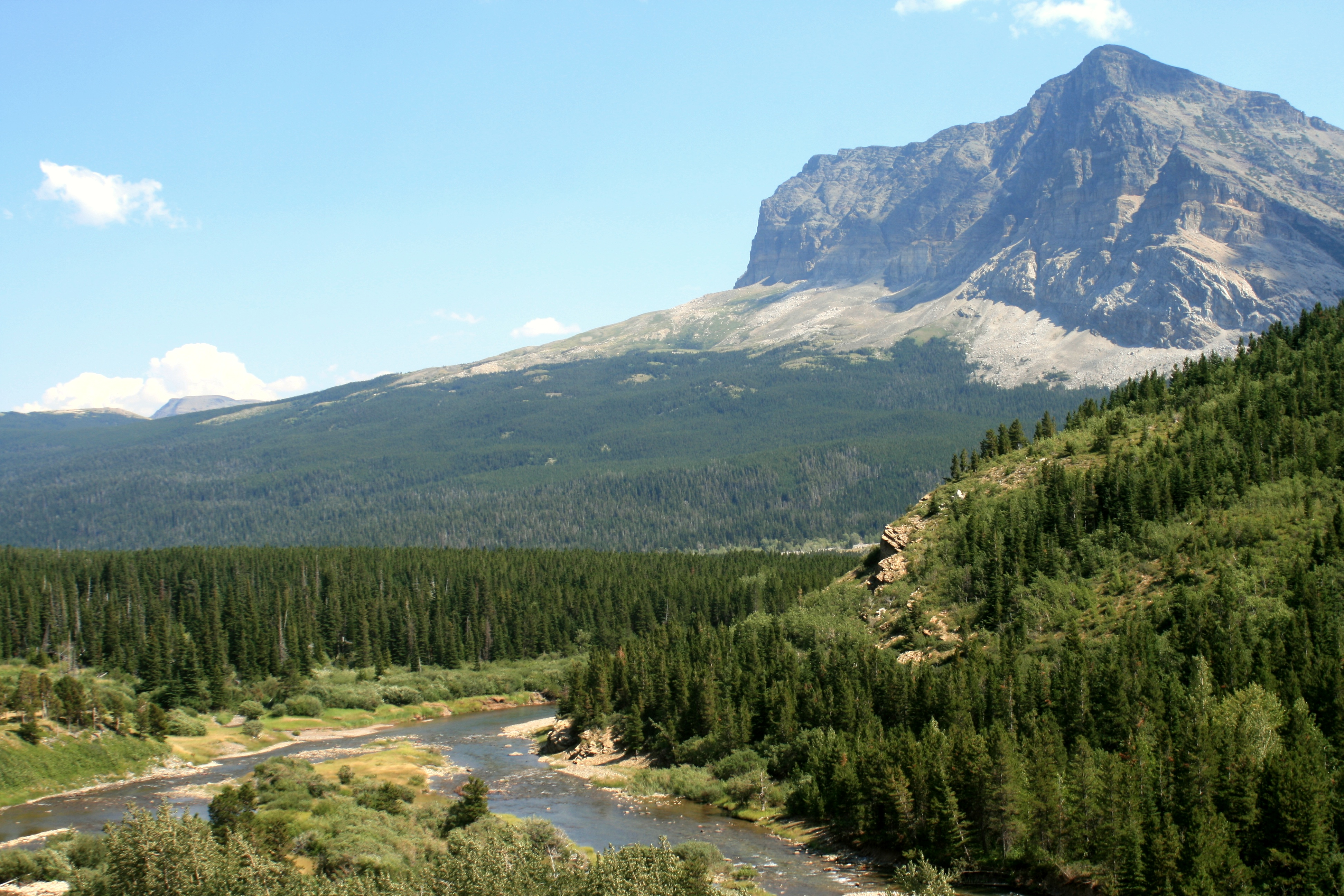
Subalpiner Wald und Waldgrenze

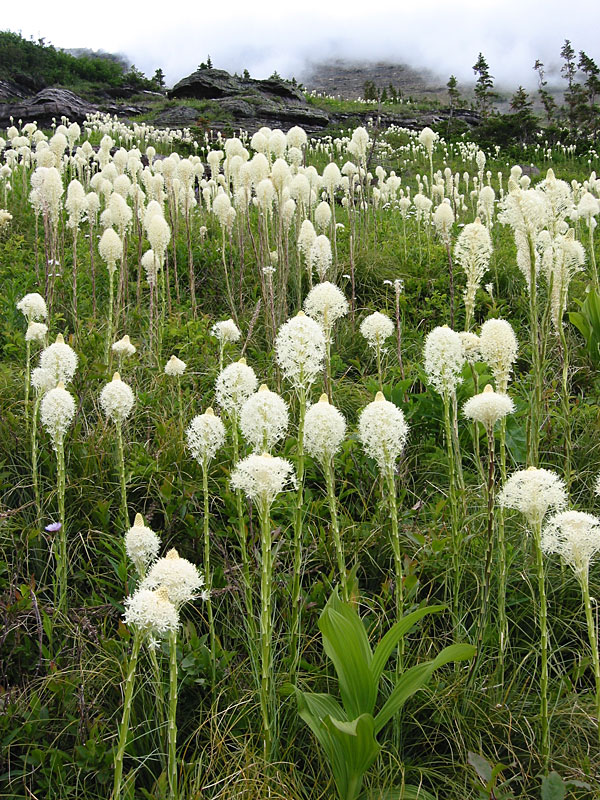
Bärengras im Nordosten des Parks

### Subalpine Wälder
Bei etwa 2000 m liegt im Glacier-Nationalpark die Waldgrenze. Im Waldbestand herrscht die Engelmann-Fichte vor, gemischt mit der Felsengebirgs-Tanne. Der Unterwuchs besteht überwiegend aus Beerensträuchern, darunter beispielsweise Rubus nutkanus.
Offene Standorte dieser Höhenstufe entstehen insbesondere in Lawinenstrichen oder durch sehr dünne Humusauflagen auf Felsköpfen. Sie werden vom Bärengras geprägt, das als Symbolpflanze des Glacier-Nationalparks ausgewählt wurde.
Das Felsengebirgshuhn bewohnt die Wälder mittlerer und höherer Lagen. Die Dachsammer fällt besonders auf, weil sie exponierte Bäume als Singwarte nutzt. Typische Säugetiere sind mehrere Marder, darunter der Fischermarder und der Fichtenmarder, sowie Mauswiesel und Hermelin. Durch Verfolgung als Schadwild auch im Park fast ausgerottet war der Vielfraß; seine Bestände haben sich seit dem Ende der Jagd erholt.
Die folgende Krummholzzone reicht bis etwa 2.300 Meter, an exponierten Standorten wie den großen Pässen nur rund 100 Meter tiefer. Der Charakterbaum in den nördlichen Rocky Mountains ist die Weißstämmige Kiefer (Pinus albicaulis), daneben finden sich die Felsengebirgs-Tanne, die Engelmann-Fichte und die Biegsame Kiefer (Pinus flexilis). Selten, aber im Spätsommer und Herbst sehr auffällig ist die Felsengebirgs-Lärche, die ihre Nadeln relativ früh leuchtend gelb färbt.
Der Grizzly kommt im Frühling in die tieferen Wälder, lebt aber überwiegend in den Hochlagen des Parks sowohl in den lockeren Wäldern, als auch oberhalb der Waldgrenze. Er ernährt sich überwiegend von Beeren und Wurzeln, tierische Nahrung macht nur einen kleinen Teil seines Nahrungsspektrums aus. Der Kiefernhäher ist der Charaktervogel der Krummholzzone, er ernährt sich überwiegend von den Samen der Weißstämmigen Kiefer.

### Alpine Zone
Über 2.300 Meter stehen keine Bäume mehr. Zwergformen mehrerer Weidenarten bilden jedoch an feuchteren Standorten ein nur rund 15 cm hohes Geflecht, das ein Mikroklima schafft und Wärme und Feuchtigkeit, sowie Humus und Samen hält. Krautige Pflanzen wie Heidekraut und Nelkenwurzen bilden flächige Bestände. Oberhalb von 2.600 Metern gibt es nur wenige humose Böden, hier wachsen noch alpine Rasengesellschaften mit Blütenpflanzen aus den Familien der Jakobsleitern, Akeleien, Fetthennen und Hahnenfußgewächse. Reine Felsstandorte sind mit Flechten bewachsen. Selbst in Schneefeldern gibt es Leben: der so genannte Blutschnee besteht aus Schneealgen, vorwiegend der Gattung Chlamydomonas.
Der einzige Vogel, der sich ganzjährig in diesen Höhen aufhält, ist das Weißschwanz-Schneehuhn (Lagopus leucura). Das Eisgraue Murmeltier und der Amerikanische Pfeifhase (Ochotona princeps) sowie die Schneeziege sind als Säugetiere ausschließliche Bewohner der alpinen Zone. Das Dickhornschaf verbringt den Sommer oberhalb der Baumgrenzen, zieht sich aber im Winter in die Wälder zurück.

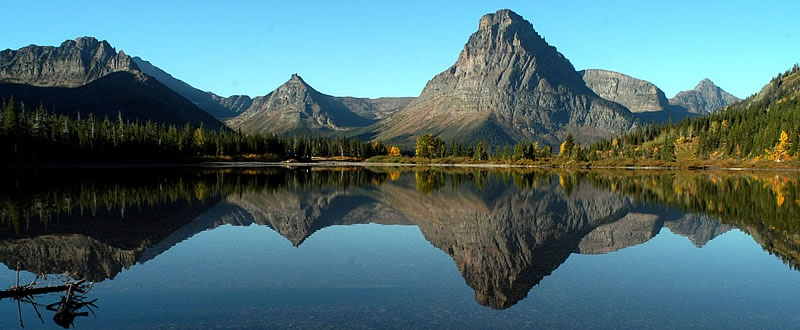
Two-Medicine Lake

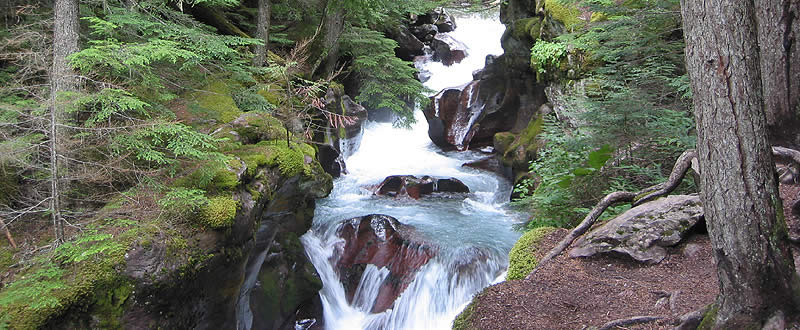
Avalanche Creek

### Seen und Wasserläufe
In den über 700 Seen, den Bächen und Flüssen des Parks leben 22 Fischarten. Davon wurden sechs durch den Menschen eingeführt: Der Amerikanische Seesaibling, der ursprünglich nur im Nordosten des Parks vorkam, wurde in Gewässer rund um den Park eingesetzt und ist aufwärts in das Parkgebiet gewandert, so dass er jetzt in allen tiefer gelegenen Seen vorkommt. Die Seen und Flusskorridore durch den Park sind Lebensraum für Weißkopfseeadler und Fischadler. Am Lake McDonald und McDonald Creek im Südwesten des Parks versammeln sich im Herbst zur Laichzeit des Rotlachs hunderte Weißkopfseeadler. Weitere Arten der aquatischen Lebensräume sind Kanadischer Biber und der Amerikanische Fischotter. Nahe dem Wasser lebt auch das Langschwanzwiesel.

## Geschichte

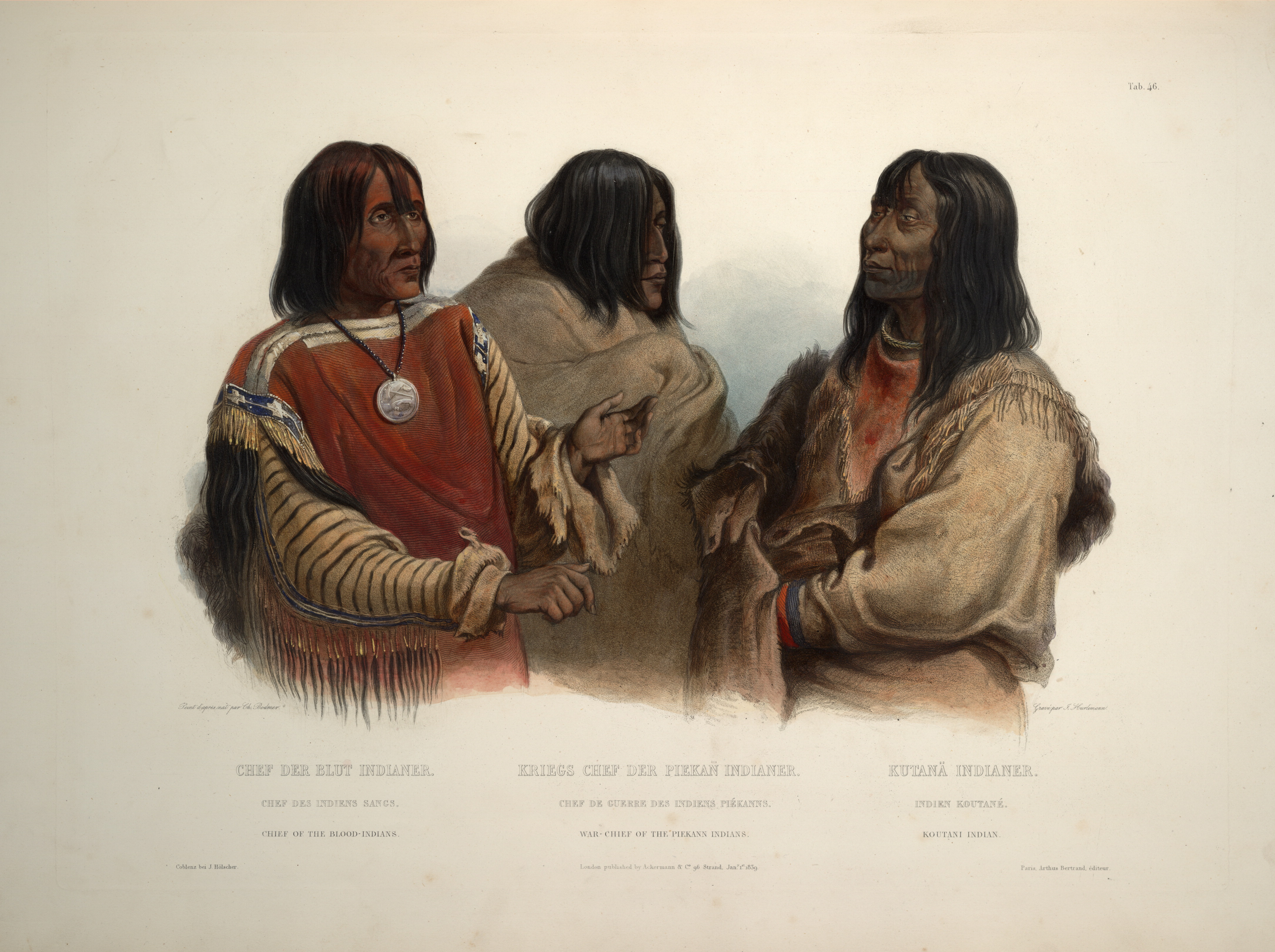
Zwei Blackfoot-Häuptlinge und ein Kutenai-Indianer. Aquarell von Karl Bodmer, 1840er Jahre

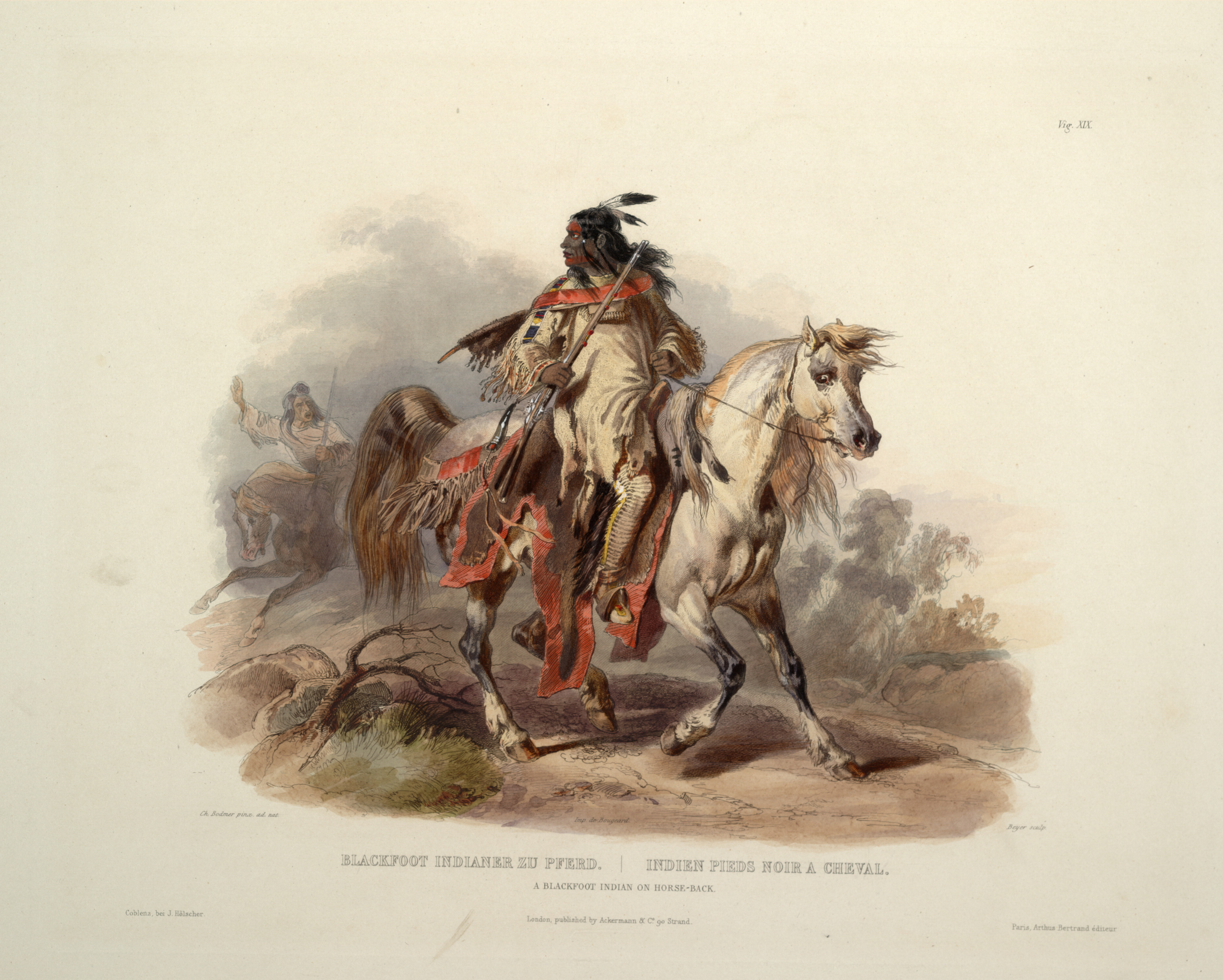
Ein Blackfoot-Indianer. Aquarell von Karl Bodmer, 1840er Jahre

Ursprünglich war das Gebiet von Indianern besiedelt. Aus der Paläoindianischen Periode lassen sich vier Kulturen zwischen 10.500 und knapp 8.000 Jahren Before Present identifizieren. Die ältesten Funde stammen aus dem Nordosten des Parks am Belly River. Es handelt sich um Projektilspitzen der Clovis-Kultur, etwa 10.500 Jahre B.P. Die Clovis-Leute lebten noch unter dem Einfluss der zu Ende gehenden letzten Eiszeit (in Nordamerika als Wisconsin glaciation bezeichnet) und waren Jäger und Sammler, ihre Nahrungsgrundlage war die Jagd auf die eiszeitliche Megafauna. Um 9.900 Jahre B.P lässt sich ein schneller Klimaumschwung nachweisen. Die Berge wurden teilweise eisfrei und die Menschen der Lake-Linnet-Kultur konnten das Gestein Argillit als Material für hochwertige Steinwerkzeuge in den Hochlagen des heutigen Parks gewinnen. Vor etwa 9.300 Jahren wurde das Klima trockener, die ersten Vorläufer der Prärien entstanden unterhalb der Berge. Die kurzlebige Cody-Kultur lebte von der gemeinschaftlichen Jagd auf Bisons, ihre charakteristischen Speerspitzen waren lang und schmal. Die anschließende Red-Rock-Canyon-Kultur entwickelte den Fischfang als wesentliche Nahrungsgrundlage im Herbst, wenn die Lachse und Forellen zu den Oberläufen der Flüsse ziehen. Die Menschen waren sehr mobil und gewannen hochwertigen Hornstein an mehreren Stellen des heutigen Nationalparks und jagten Großwild je nach Saison in allen Höhenstufen der Berge. Mit ihr ging vor etwa 7.750 Jahren die paläoindianische Periode zu Ende, die Archaische Periode begann.
Sie dauerte bis etwa zum Jahr 500 und ist durch mehrfache Klimaänderungen gekennzeichnet. Die Indianer passten sich den Umweltbedingungen und der Entwicklung in Tier- und Pflanzenwelt an. Zum Teil entstanden auch kulturelle Unterschiede zwischen der Ost- und der Westseite der Berge. Um 6.000 B.P. entwickelten die Indianer die Jagdmethode des Buffalo Jump, bei dem Bisonherden über Geländekanten getrieben wurden und zu Tode stürzten. Mit dem Head-Smashed-In Buffalo Jump, eine Weltkulturerbe-Stätte, und dem First Peoples Buffalo Jump liegen zwei bedeutende Jump Sites im Umkreis von etwa 100 km um den Glacier-Nationalpark. Nach dem Ende der Archaischen Periode verbreitete sich die Keramik in die nördlichen Prärien, um 900 wurden Pfeil und Bogen eingeführt. Die Spanier brachten im 16. Jahrhundert Pferde nach Amerika, die sich bis zum 17. und 18. Jahrhundert auch in die nördlichen Prärien verbreiteten.

### Die ersten Weißen
Beim ersten Kontakt mit Weißen lebten fünf Völker im Umfeld des heutigen Nationalparks. Die Kutenai, Flathead und Kalispel im Westen am Flathead River, die Konföderation der Blackfoot beziehungsweise die ihr angehörenden südlichen Piegan im Osten auf den Prärien und die Stoney mit nur wenigen hundert Personen in den östlichen Tälern des heutigen Parks um den Belly River. Die Völker der Westflanke zogen im Frühling und Herbst über die Berge zur Büffeljagd auf die Ostseite, wo es regelmäßig zu Konflikten mit den Blackfoot kam. Den Blackfoot und den Flathead galten die Berge als „Rückgrat der Welt“. Sie spielten eine wesentliche Rolle in ihren Schöpfungsmythen.
Zwei Pelzhändler der britischen Hudson’s Bay Company waren die ersten Europäer, die die Berge in den Jahren um 1785 und 1792 sahen. Meriwether Lewis kam auf dem Rückweg von der Lewis-und-Clark-Expedition 1806 in die Nähe der Berge und berichtete in seinen Aufzeichnungen von der unvermittelt aus der Prärie aufragenden Bergkette, die heute seinen Namen trägt. 1810 waren Weiße erstmals nachweislich im heutigen Parkgebiet. Es handelte sich um Jäger, die britische und frankokanadische Pelzhändler versorgten. In den 1830er und frühen 1840er Jahren drangen Pelzjäger bis in die Berge des heutigen Nationalparks vor und dezimierten den Bestand an Bibern. Außerdem brachte der Kontakt mit den Weißen die Pocken in die Prärien. Die größte Infektion 1837 verbreitete sich in allen Prärie-Völkern; bis zu ein Drittel der Indianer starb daran. In den 1850er Jahren begann die großangelegte Jagd der Weißen auf die Bisonherden der nördlichen Prärien. Die Blackfoot sahen die Grundlage ihrer Ernährung und ihrer Kultur bedroht und lieferten sich häufig Gefechte mit den weißen Eindringlingen, so dass sie bald als das gefürchtetste Volk galten.
1851 wurde das erste Reservat der nördlichen Prärien eingerichtet, 1855 die Blackfoot in das Gebiet nördlich des Missouri Rivers und östlich des Rocky-Mountains-Hauptkamms gewiesen. Die Reservate wurden in der Folge mehrfach durch die US-Regierung einseitig reduziert, 1872 so stark, dass in der Folge mehr als zwei Drittel der Blackfoot dauerhaft nach Kanada zogen.

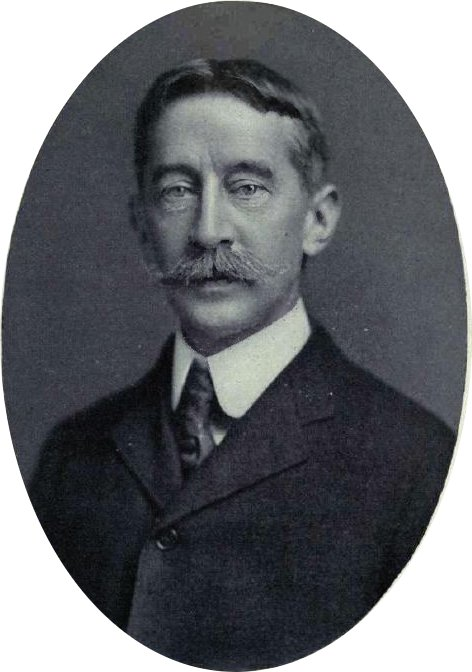
George Bird Grinnell

### Abtretung der Berge und Unterschutzstellung
Für die Oberschicht der amerikanischen Ostküste hatte inzwischen Wildnis einen romantischen Charakter gewonnen. Mit dem Yosemite Grant 1864 und dem ersten Nationalpark der Welt in Yellowstone 1872 hatten die Vereinigten Staaten die ersten großflächigen Naturreservate geschaffen, die einer romantischen Vorstellung von majestätischen Landschaften nachkamen. Indianische Bewohner der Landschaften störten den Eindruck von Unberührtheit. George Bird Grinnell war 1874 als Wissenschaftler im Staatsdienst in die nördlichen Prärien gekommen, und als er 1885 erstmals die Rocky Mountains des nördlichen Montanas sah, war er fasziniert von der Berglandschaft. Inzwischen Herausgeber der Zeitschrift Forest and Stream und familiär und persönlich mit guten Kontakten in die Ministerien Washingtons ausgestattet, war er ein einflussreicher Propagandist für die Unterschutzstellung der Berge. Er kam aber auch in engen Kontakt mit den Blackfoot und setzte sich sehr für die Einhaltung der Verträge mit ihnen, die rechtzeitige Lieferung von Lebensmitteln und anderer Leistungen ein.
In den späten 1880er Jahren kamen Gerüchte über ergiebige Mineralienlagerstätten in den Bergen auf. Hunderte Prospektoren drangen auf eigene Faust in das Reservat ein, teilweise bestärkt von den Agenten des Bureau of Indian Affairs, die vom Bergbau eine wirtschaftliche Entwicklung auch der Indianer in dem Reservat erhofften oder einfach korrupt waren. Unter dem Druck traten die Blackfoot 1895 gegen ein Treuhandvermögen von 1,5 Millionen Dollar und die Versorgung mit Rindern und anderen Lebensmitteln den bergigen Anteil ihres Reservats ab. Ihnen wurde die weitere Nutzung des abgetretenen Gebietes (ceded stripe) garantiert, solange das Gebiet „öffentliches Land“ (public lands of the United States) bliebe. Die Berge waren neben einem Nahrungsreservoir nach der Ausrottung des Bisons auch als Holzlieferant wichtig geworden, da die Indianer in ihren Reservaten sesshaft wurden und Blockhäuser errichteten. Außerdem dienten sie als Zufluchtsort für religiöse Zeremonien, die seit den 1880er Jahren verboten waren.
Grinnell war auf Wunsch der Blackfoot als Regierungsvertreter an den Verhandlungen des Vertrags beteiligt. Aufgrund seiner Kenntnisse der Berge glaubte er nicht an ergiebige Mineralienfunde und setzte sich bereits für ein Naturreservat ein. Auf der Westflanke des Gebirgskamms waren der spätere Gründer des U.S. Forest Service, Gifford Pinchot, Naturphilosoph und -schützer John Muir und andere dabei, ein Waldschutzgebiet auszuweisen. Grinnell betrieb 1896 Lobbyarbeit, auch die von den Blackfoot abgetretenen Berge im Osten unter Schutz zu stellen. Im Februar 1897 errichtete Präsident Grover Cleveland die Lewis and Clark Forest Reserve, die das gesamte Gebiet des späteren Nationalparks und südlich angrenzende Flächen umfasste. Grinnell dachte schon weiter an einen Nationalpark.
Inzwischen war das Gebiet für Besucher zugänglicher geworden. Bereits 1853 war eine mögliche nördliche Route für die transkontinentale Eisenbahn unter der Leitung von Isaac Stevens erkundet worden. Die Scouts fanden erst im Folgejahr den Marias Pass, der ihnen von Indianern als Route über die kontinentale Wasserscheide ohne größere Steigungen empfohlen worden war. Die Streckenführung der ersten transkontinentalen Bahnstrecke erfolgte jedoch über den Großen Salzsee rund 500 km weiter südlich. Erst 1889 erkundete die Great Northern Railway eine Route über Montana erneut und führte ab 1891 ihre Strecke von Minneapolis/St. Paul in Minnesota im äußersten Norden der Vereinigten Staaten am Marias Pass über die kontinentale Wasserscheide nach Seattle, das 1893 erreicht wurde. Die Trassenführung der Eisenbahn sollte bei der späteren Unterschutzstellung die Südgrenze des Nationalparks bilden.
Die Bahngesellschaft und ihr Präsident James J. Hill wurde zu einem Mitstreiter Grinnells bei der Ausweisung des Schutzgebietes. Im Yellowstone-Nationalpark hatte der Bahnanschluss die Besucherzahlen in zehn Jahren verzehnfacht und die Great Northern Railway hoffte mit einem Nationalpark an ihrer Strecke durch Touristen die Auslastung der Bahn zu erhöhen. Die Lobbyarbeit von Grinnell und Hill hatte Erfolg, im Mai 1910 verabschiedete der Kongress der Vereinigten Staaten das „Gesetz zur Einrichtung des ‚Glacier National Park‘ in den Rocky Mountains südlich der internationalen Grenzlinie im Bundesstaat Montana und für weitere Zwecke (36 Stat 354)“.
Nach der offiziellen Auffassung der US-Bundesregierung wurde bereits mit der Einrichtung der Forest Reserve, jedoch spätestens mit dem Nationalpark das von den Blackfoot abgetretene Gebiet zweckgebunden gewidmet und war daher kein public land im Sinne des Vertrages von 1895 mehr. Die Blackfoot bestanden aber auf ihren Rechten, im östlichen Teil des Parks zu jagen und Pflanzen zu sammeln. Bis 1932 fanden mehrere Prozesse statt, die mit einer Niederlage der Blackfoot endeten, die Jagd ging jedoch in geringem Maßstab weiter. Nachdem die bei Besuchern beliebten Herdentiere seit der Errichtung des Parks im Winter gefüttert wurden, stellte die Verwaltung in den 1940er Jahren eine erhebliche Überweidung in den Tallagen des Parks fest. In den 1950er Jahren schrieb ein Superintendent an die Bundesebene des National Park Service, dass die Indianer seit einigen Jahren zu wenig wildern würden, um die Schäden durch die Wapiti-Herden zu begrenzen. Im Zusammenhang mit der Reform der Indianerpolitik der Vereinigten Staaten erhoben die Blackfoot seit den 1970er und 1980er Jahren wieder Ansprüche. Der National Park Service lehnt diese ab, die Konföderation der Blackfoot geht hingegen davon aus, dass ihre Rechte aus dem Vertrag von 1895 de jure fortbestehen.

## Nationalpark

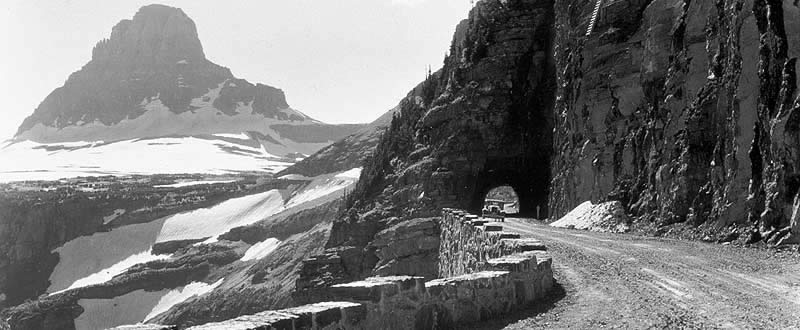
Die Going-to-the-Sun Road etwas östlich der Passhöhe kurz nach der Eröffnung

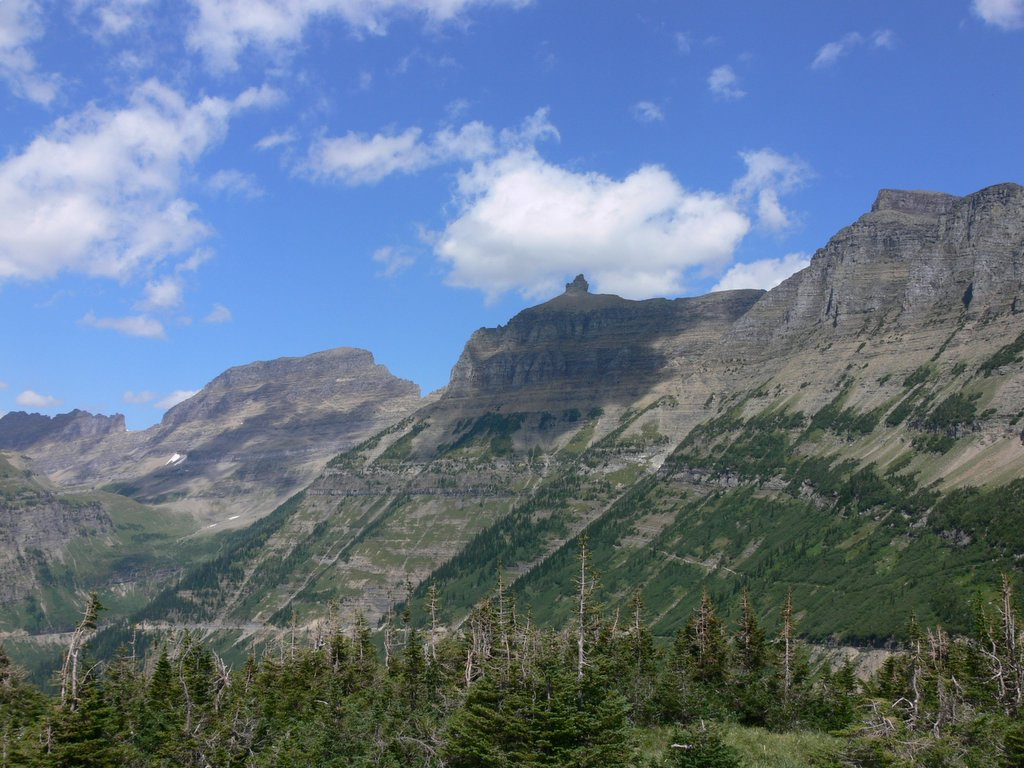
Westflanke der Garden Wall-Felsformation mit der Going-to-the-Sun Road unten und dem Highline-Wanderweg auf halber Höhe in der Felswand

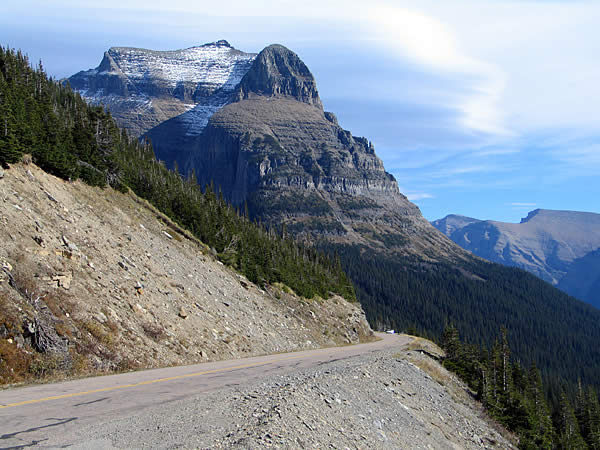
Going-to-the-Sun Road mit dem Going-to-the-Sun Mountain, dem Namensgeber der Straße

Der Park ist der zehnte Nationalpark der Vereinigten Staaten und gegründet als

“a public park or pleasuring ground for the benefit and enjoyment of the people”

„öffentlicher Park oder Vergnügungsstätte zum Nutzen und zur Freude der Bevölkerung.“

Die Verwaltung des Parks wurde dem US-Innenministerium übertragen und ging 1916 auf den neu gegründeten National Park Service über. Die Verwaltung hatte die Aufgabe, für „die Pflege, den Schutz, die Verwaltung und die Verbesserung zu sorgen soweit es mit der Bewahrung des Parks im Naturzustand erforderlich ist“ und für „die Pflege und den Schutz der Fische und Wildtiere des Parks“ Sorge zu tragen. Außerdem durfte sie Flächen von nicht mehr als 4 Hektar pro Standort für den Bau von Hotels und anderen Unterkünften für Besucher sowie kleine Grundstücke von nicht mehr als 4000 m² für Sommerhäuser zur Verfügung stellen. Allerdings bekam das Bureau of Reclamation das Recht eingeräumt, die Flüsse des Parks für Bewässerungsmaßnahmen aufstauen zu dürfen.

### Entwicklungen
Einen Staudamm unmittelbar östlich der Parkgrenze versuchte der National Park Service erfolglos zu verhindern: Der künstliche Lake Sherburne reicht etwa 6,5 km in den Nationalpark. Ein zweiter, geplanter Staudamm zur Vergrößerung des natürlichen St. Mary Lakes konnte durch Proteste der Parkverwaltung und der Politik gestoppt werden. Die Great Northern Railway nutzte die Ermächtigung für den Bau von Hotels und errichtete von 1910 bis 1915 drei gut ausgestattete Hotels und zwei rustikale Chalets in verschiedenen Teilen des Parks. Die Hotels liegen in leicht zu erreichenden Tälern auf der Ost- und Westseite. Das Granite Park Chalet befindet sich im Zentrum des Parks nahe dem Logan Pass und das Sperry Chalet steht im Hinterland nahe dem Avalanche Creek. Andere Unternehmen errichteten weitere kleine Hotels am Rand innerhalb und außerhalb der Parkgrenzen. Für den Bau der Hotels und dann für die Touristen wurden auf Kosten der Hotelbetreiber auch Stichstraßen in die Täler und erste Wanderwege angelegt. Die Parkverwaltung hatte in den ersten Jahren bis zur Gründung des National Park Service 1916 keine nennenswerten Mittel für die Erschließung zur Verfügung.
Um den Besuchern den Zugang zum Hochgebirge nicht nur zu Fuß oder per Pferd zu ermöglichen, wurde 1917 mit den Planungen für die Going-to-the-Sun Road begonnen und sie von 1921 bis 1933 für rund 2,5 Millionen Dollar erbaut. Die knapp 85 km lange Verbindung der Ost- und Westseite des Parks über den Logan Pass gilt noch heute als Meisterwerk des Planungs-Ingenieurs Frank Kittredge und des Landschaftsarchitekten Thomas Chalmers Vint. Die Straße fügt sich in vorher ungekannter Weise in die Landschaft ein und Kunstbauten wurden ausschließlich aus den Gesteinen des jeweiligen Abschnitts und in rustikaler Bauweise ausgeführt. Die Trassenführung wurde von Kittredge erst nach Baubeginn so umgeplant, dass sie trotz gewaltiger Mehrkosten in voller Länge die Garden Wall ausnutzte und mit geringer Steigung Höhe gewann, anstatt den Hang durch Spitzkehren wesentlich stärker zu beeinträchtigen. Aber nur die Führung über den Logan-Pass ermöglichte es, den Besuchern die „Großartigkeit des Parks in maximaler Weise vorzuführen“. Sie ist unabhängig vom Status des Parks als National Historic Landmark ausgewiesen. Mehrere Lager des Civilian Conservation Corps brachten in den folgenden Jahren der Great Depression und des New Deal arbeitslose junge Männer in den Park, wo sie als Arbeitsbeschaffungsmaßnahme Campingplätze und andere touristische Infrastruktur ausbauten.
Die Aufgabe die Fische und die Wildtiere des Parks zu schützen und zu pflegen, wurde in den ersten Jahrzehnten zum Anlass genommen, Angelfische und die beliebten Tierarten zu fördern. „Raubwild“ wie Wolf, Kojote, Vielfraß und Puma wurde erbittert verfolgt und selbst in den Hochlagen fast ausgerottet. Die Verfolgung von predators wurde in den 1920er Jahren als problematisch für das Schutzziel eines Nationalparks erkannt, es dauerte aber bis 1928, bis die gezielte Jagd weitgehend beendet und bis Ende der 1930er Jahre, bis sie völlig eingestellt wurde. Der Wolf galt um 1930 als ausgerottet, erst 1979 wanderten wieder Tiere von Kanada aus in den Park ein und bilden heute wieder eine lebensfähige Population. Außerdem wurden noch bis 1971 beliebte, nicht-heimische Angelfische in alle niedrig gelegenen und einige Hochgebirgsseen eingesetzt.
Seit den 1970er Jahren werden etwa 95 Prozent der Parkfläche abseits der erschlossenen Gebiete als de facto Wilderness Area verwaltet, eine formelle Ausweisung als Wildnisschutzgebiet scheiterte mehrfach im Kongress an Gründen, die keine Auswirkungen auf die tatsächliche Verwaltung haben.
Waldbrände wurden bis in die 1980er Jahre als Bedrohung für die Natur angesehen und nicht als Umweltfaktor, an den die Ökosysteme angepasst sind. 1935 wurden 31 km² nahe dem Ost-Eingang des Parks von einem großen Waldbrand betroffen. In einer intensiv geführten Debatte über den Wert ungestörter Naturprozesse setzten sich die Vertreter der damaligen Forstwirtschaft durch und ließen die gesamte Fläche mit schwerem Gerät räumen und planieren. Gründe waren die Befürchtung, dass die geschädigten Wälder leicht einem neuen Feuer zum Opfer fallen würden und der Unwille den Touristen im meistbesuchten Parkteil die Spuren eines großflächigen Waldbrandes zuzumuten. Teile der Fläche wurden aufgeforstet, andere unterlagen seitdem einem natürlichen Anwuchs, große Flächen des damals betroffenen Gebietes sind aber bis heute weitgehend baumfrei.
Seit 1931 hatten sich Rotarier aus Montana und Alberta dafür eingesetzt, dass der Glacier-Nationalpark mit dem angrenzenden und seit 1895 existierenden Waterton-Lakes-Nationalpark in Kanada zusammen als International Peace Park ausgewiesen werden solle. Die Regierungen stimmten zu und so wurde 1932 das erste grenzüberschreitende Naturschutzgebiet errichtet, mit der Absicht Frieden zwischen den Völkern zu vermitteln und zu feiern. Rotarier aus den beiden Staaten und internationale Gäste kommen seitdem jährlich im Park an der Grenze zusammen. Beide Parks wurden unabhängig voneinander durch die UNESCO als Biosphärenreservate ausgewiesen und gemeinsam 1995 zum Weltnaturerbe erklärt.
Seit 2002 besteht ein umfangreiches Bildungsprogramm im Park unter dem Namen Crown of the Continent Research Learning Center. Dabei arbeiten die Wissenschaftler der Parkverwaltung eng mit Hochschulen und anderen Einrichtungen zusammen. Zum 100. Jubiläum der Gründung des Nationalparks im Jahr 2010 gab es seit Ende 2008 ein Programm aus wissenschaftlichen Konferenzen, einem Kunstprojekt und besonderen Angeboten für Besucher des Parks sowie die Bewohner der angrenzenden Siedlungsgebiete.

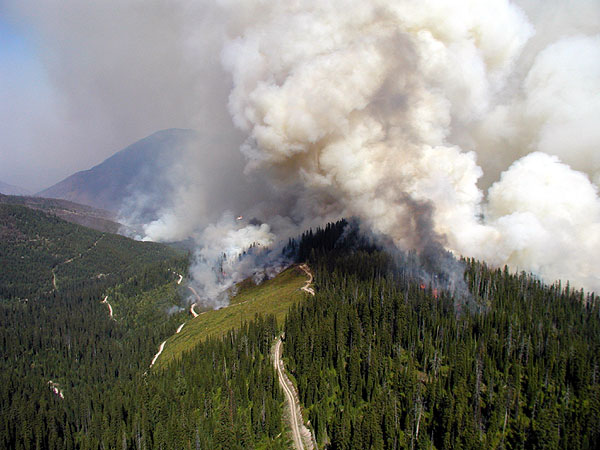
Die Spuren der Waldbrände von 2003 sind heute im Park deutlich sichtbar

### Schutzmaßnahmen und Natureinflüsse
Aufgrund des nahezu ursprünglichen Zustands des Parks sind nur wenige spezielle Schutzmaßnahmen erforderlich. Rund 125 Arten Neophyten sind bekannt und werden beobachtet. An einigen Stellen des Parks – insbesondere in den Tallagen – werden sie mit mechanischem Mitteln bekämpft. Seit 2007 läuft ein mehrjähriges Forschungsprogramm zur Ausbreitung der eingeführten Fischarten, das zu einem Management Plan führen soll, in welchen Seen aktive Maßnahmen zur Wiederherstellung der ursprünglichen Fischfauna geeignet und erforderlich sind. Eine der ersten Umsetzungen ist eine für Fische undurchlässige Barriere im Quarz Creek, durch die gebietsfremde Fische unterhalb davon abgehalten werden, in Flussabschnitte und Seen oberhalb der Sperre zu wandern, in denen nur einheimische Arten leben.
Die Weißstämmige Kiefer (Pinus albicaulis) ist seit den 1930er Jahren im ganzen Pazifischen Nordwesten und den nördlichen Rocky Mountains in ihrer Vitalität schwer durch den Rostpilz Cronartium ribicola eingeschränkt. Während in den 1990er Jahren 55 Prozent aller Bäume der Art im Nationalpark befallen waren, sind inzwischen rund 50 Prozent abgestorben und 75 Prozent der lebenden infiziert. Außerdem werden alle Kiefern, insbesondere die Gelb-Kiefer, vom Bergkiefernkäfer befallen. Zusammenhänge zwischen der schnellen Ausbreitung der Infektionen und dem Massenbefall durch den Borkenkäfer mit dem Klimawandel gelten als wahrscheinlich. Die Parkverwaltung experimentiert mit der Anzucht von genetisch resistenten Exemplaren der betroffenen Baumarten und Aufforstung mit deren Nachkommen.
Eine besondere Rolle für die Ökosysteme des Parks spielen Waldbrände. Alljährlich gibt es kleinere Feuer durch natürliche Ursachen, insbesondere Blitzschlag. Sie werden von der Störungsökologie als Umweltfaktor angesehen, der offene Flächen in einem vorher geschlossenen Wald herstellen und die Sukzession auf Flächen im Klimaxstadium wieder in Gang setzen kann. Die Pflanzenarten sind an periodische Waldbrände angepasst und können sich nach einem Feuer wieder vermehren. Weil seit der Unterschutzstellung des Parkes über mehrere Jahrzehnte Waldbrände mit massiven Eingriffen unterdrückt wurden, hat sich in den Wäldern des Nationalparks ungewöhnlich viel Brennmaterial angesammelt. Nach einem besonders trockenen Frühling brachen im Sommer 2003 die bisher umfangreichsten Feuer seit Bestehen des Parks aus. Rund zehn Prozent der Parkfläche waren betroffen, großflächige Feuer gab es insbesondere im Osten des Parks und im Zentrum des Parks am The Loop genannten Abschnitt der Parkstraße. Im 20. Jahrhundert waren Feuer der Jahre 1910 (Großer Brand von 1910), 1935 und 1967 ungewöhnlich groß.

### Gefährdung durch die globale Erwärmung
Als Faktor, der zum besonderen Umfang der Waldbrände des Jahres 2003 beigetragen hat, gilt die globale Erwärmung. Wegen seiner Abgeschiedenheit von technischen Einflüssen und der Existenz von Daten aus rund einem Jahrhundert ist der Glacier-Nationalpark das zentrale Forschungsgebiet des amerikanischen Geologischen Dienstes United States Geological Survey für das Programm Climate Change in Mountain Ecosystems („Klimawandel in alpinen Ökosystemen“). Insbesondere werden die Ausdehnung und weitere Daten der Gletscher im Park erhoben.
Zahl und Größe der Gletscher im Nationalpark haben sich im Zuge der weltweiten Gletscherschmelze deutlich verringert. Existierten Ende des 19. Jahrhunderts noch 150 Gletscher mit mehr als 25 ha Fläche, waren es 2019 nur noch 25, deren Abschmelzen in Zukunft ebenfalls erwartet wird. Die Ausdehnung jedes Gletschers wurde durch den National Park Service und der US Geological Survey jahrzehntelang abgebildet. Durch den Vergleich von Fotografien aus der Mitte des 19. Jahrhunderts mit aktuellen Bildern gibt es viele Beweise, dass die Gletscher des Nationalparks seit 1850 deutlich zurückgegangen sind. 1850 gab es auf dem Gebiet des heutigen Parks noch etwa 150 Gletscher, und die größeren Gletscher nehmen heute etwa ein Drittel der Fläche ein, die sie noch 1850 zum Zeitpunkt ihrer ersten Untersuchung und dem lokalen Höhepunkt der Kleinen Eiszeit eingenommen hatten. Eine Vielzahl kleinerer Gletscher ist vollständig geschmolzen. 1993 nahmen die Gletscher des Nationalparks nur noch eine Fläche von knapp 27 Quadratkilometern ein. 1850 waren es noch etwa 99 km² gewesen.
Mit dem Klimawandel ist nicht nur ein Verschwinden der Gletscher mit Folgen für das Wasserregime der Bäche und Seen verbunden, es wird auch erwartet, dass die Grenzen der Klimazonen im Gebirge aufwärts wandern werden.

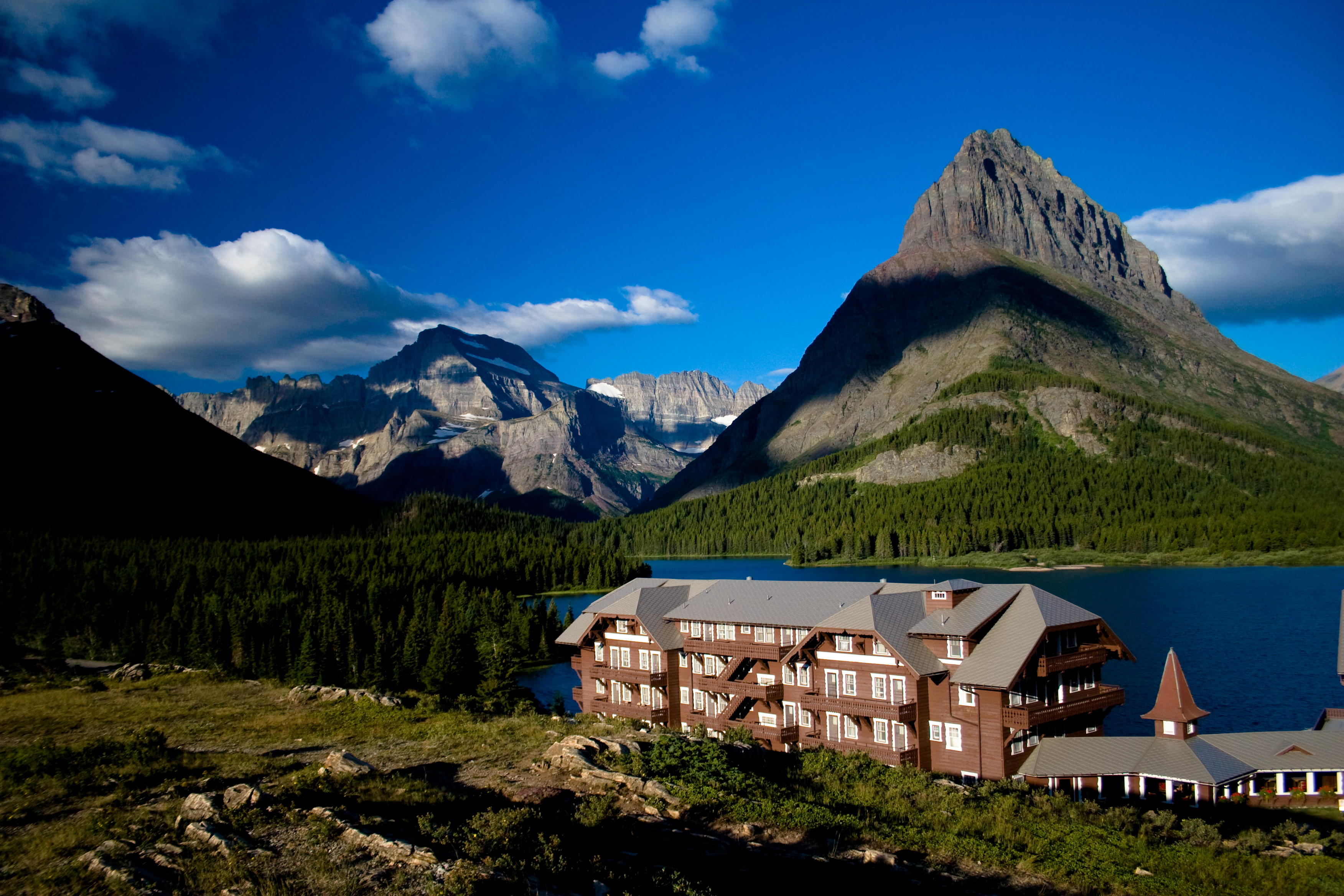
Many Glacier Hotel am Swiftcurrent Lake

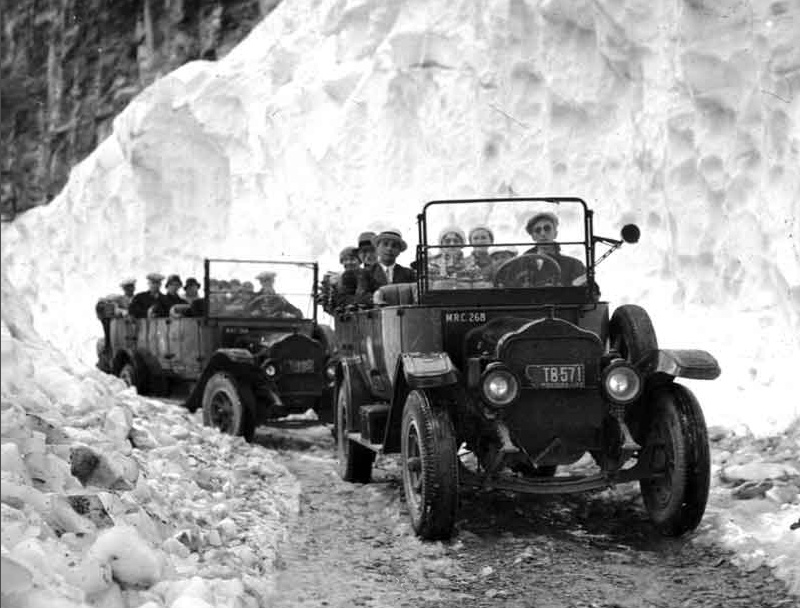
Früher Tourismus in den 1930er Jahren

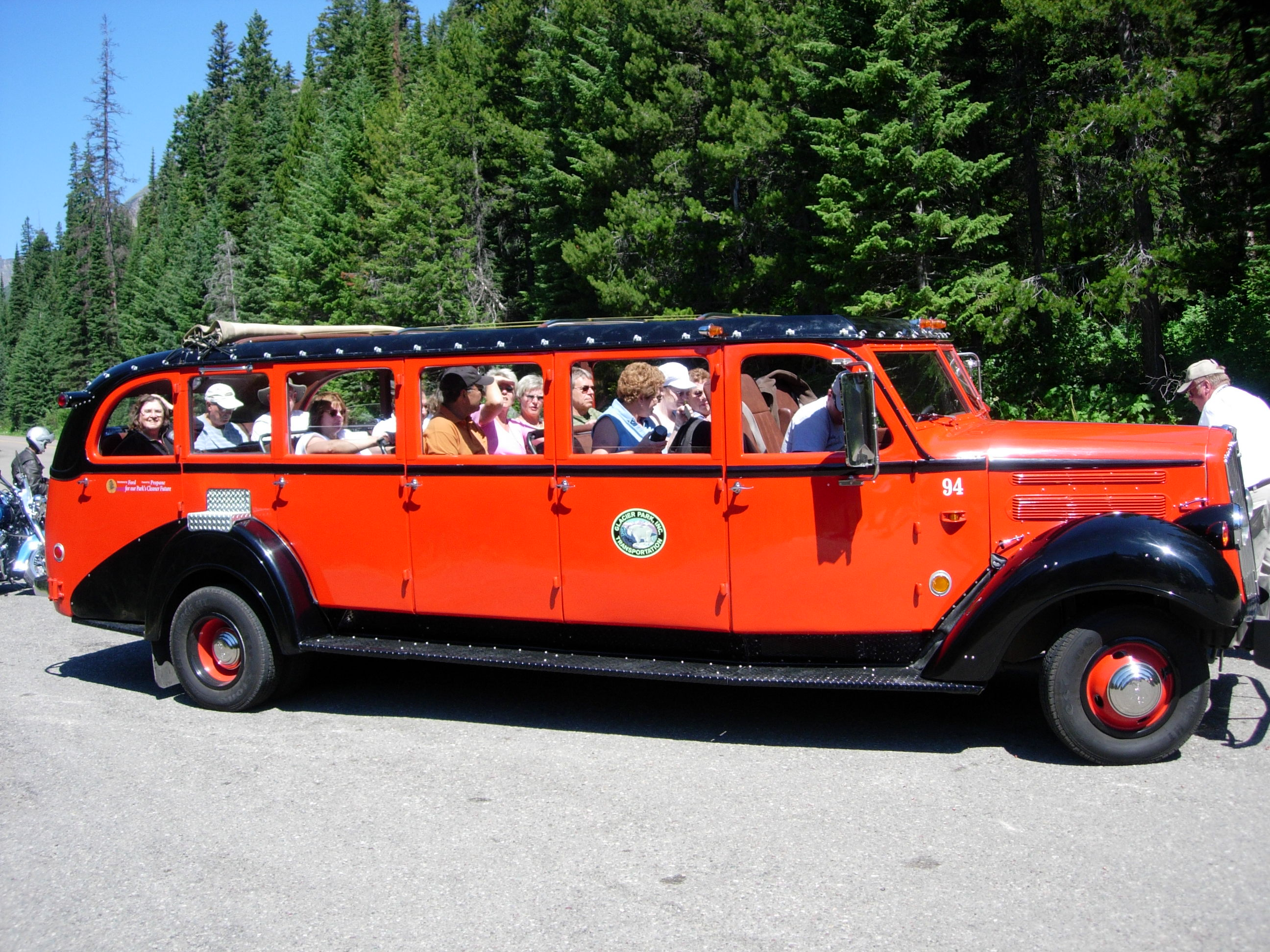
Die Tourbusse namens „Jammer“ stammen aus den 1930er Jahren

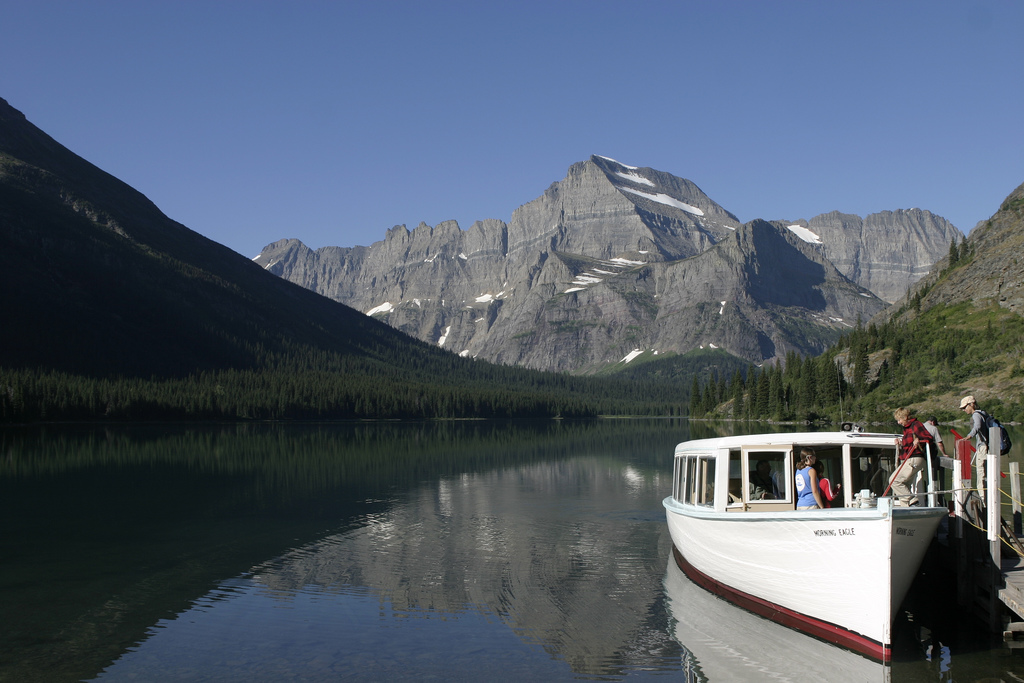
Bootstour auf dem Lake Josephine. Mount Gould im Hintergrund

## Tourismus
Der Tourismus im Glacier-Nationalpark war in den ersten Jahren stark durch die Great Northern Railroad bestimmt. Sie konkurrierte mit der Canadian Pacific Railway, die den Banff-Nationalpark nördlich im kanadischen Alberta ausbaute, und mit der Northern Pacific Railway, die den Tourismus im Yellowstone-Nationalpark weiter südlich förderte. Sie alle versuchten Besucher in die Parks zu bringen, um ihre Bahnlinien auszulasten. James J. Hill, der Präsident der Great Northern Railroad, setzte auf das Netzwerk seiner Hotels und Chalets. Ab 1925 gab es einen konzessionierten Partner der Parkverwaltung, der mit tausend Pferden jährlich über 10.000 Besucher von einem der Talhotels in die Hochlagen des Parks und zu einem der Chalets brachte und am nächsten Tag über die Berge in eines der anderen Täler – und das dortige Hotel.

### Einrichtungen
Doch die Zukunft der touristischen Erschließung gehörte dem Auto. Stephen T. Mather, der Gründungsdirektor des 1916 eingerichteten National Park Service, setzte auf die Erschließung der Parks und gab die Going-to-the-Sun Road in Auftrag. Er erkannte aber auch, dass der Verkehr und die Bauten in den Parks nicht das zerstören dürften, was die Touristen suchten, und ritt deshalb 1924 selbst hinauf in die Berge, um die Trassenführung zu erkunden. Bei der Eröffnung der Straße 1933 fasste sein Nachfolger Horace Albright dies in die Worte: „Der Großteil von Glacier Park wird immer nur auf Pfaden zugänglich sein […] Erlauben wir keinen Wettbewerb anderer Straßen mit der Going-to-the-Sun [Road]. Sie soll unangefochten und einmalig stehen.“
Die Going-to-the-Sun Road ist heute die Hauptattraktion des Glacier-Nationalparks. Etwa 80 Prozent aller Parkbesucher befahren die Passstraße. Auf ihr können Besucher das Hochgebirge erleben, am Logan-Pass steht ein Besucherzentrum mit Ausstellung zur Naturgeschichte der Region und von der Straße zweigen an vielen Stellen kurze und lange Wanderwege ab. Wegen des langen harten Winters im Hochgebirge ist sie nur von Anfang Juni bis Mitte Oktober geöffnet. Von 2006 bis 2012 wurde die Straße abschnittsweise saniert, wobei sie immer für den Verkehr geöffnet blieb. Weitere Straßen im Park sind der International Chief Mountain Highway zum Waterton-Lakes-Nationalpark in Kanada und mehrere Stichstraßen zu den erschlossenen Tälern auf der Ostseite.
Es gibt ein System von Shuttlebussen, die Wanderer von und zu den Wanderwegen bringen, so dass sie nicht nur Rundwege gehen müssen, und seit den 1930er Jahren fahren im Glacier-Nationalpark „Jammer“ genannte rote Tourbusse. Es handelt sich noch immer um die originalen Fahrzeuge der White Motor Company. Sie wurden mehrfach völlig überholt und kurz nach der Jahrtausendwende auf einem Antrieb mit Autogas umgerüstet, um umweltfreundlicher zu werden. Auf den großen Seen des Parks fahren Ausflugsboote und Fähren. Auf dem Swiftcurrent Lake beziehungsweise dem Two Medicine Lake sind bis heute zwei Boote aus den 1920er Jahren im Einsatz. Im Park gibt es über 1100 Kilometer Wanderwege, die von kurzen befestigten Wegen bis zu mehrtägigen Wildnistouren reichen. An der kanadischen Grenze im Park beginnt der 5000 Kilometer lange Fernwanderwegs Continental Divide Trail, der auf der kontinentalen Wasserscheide bis zur Grenze nach Mexiko verläuft. Die meisten Wege sind auch für Reiter geeignet. Es werden sowohl kurze Ausritte als auch mehrtägige Reittouren angeboten. Darüber hinaus gibt es einige für Mountainbikes zugelassene Routen.

### Besucher
Die wirtschaftliche Bedeutung des Parks für die Tourismusindustrie in Montana ist hoch. Rund 80 Prozent der auswärtigen Parkbesucher kommen gezielt des Parks wegen nach Montana, und Touristen, die Montana wegen der Natur besuchen, bleiben länger und geben mehr Geld im Staat aus als alle anderen Besucher.
Im Jahr 2009 kamen über zwei Millionen Parkbesucher. Sie übernachteten weit überwiegend außerhalb des Parks. Im Park wurden knapp 380.000 Übernachtungen gezählt. Davon blieben rund 130.000 in den Hotels und dem Motel, 101.000 übernachteten im Zelt auf den Campingplätzen und rund 106.000 im eigenen Wohnmobil. Die weitaus meisten Touristen blieben auf den Straßen und in deren unmittelbarem Umfeld oder machten kurze Wanderungen von den Tallagen, Besucherzentren oder den Stopps der Shuttlebusse. Nach einer als Backcountry permit bezeichneten Registrierung verbrachten Einzelpersonen und Gruppen auf Mehrtagestouren insgesamt 40.855 Nächte im unerschlossenen Hinterland. Die Besucher konzentrierten sich auf die Monate Juli und August.
Vor 2001 konnte die Grenze an beliebigen Stellen zu Fuß überquert werden, wenn der Einreisende sich unverzüglich an einer von mehreren Kontrollstellen meldete und die Bedingungen für eine visafreie Einreise in die USA beziehungsweise Kanada erfüllte. In der Folge der Terroranschläge vom 11. September 2001 wurden diese Möglichkeiten stark reduziert. Die Grenze darf nur noch am Goat Haunt Point of Entry zu Fuß überquert werden. Dorthin verkehrt auf dem grenzüberschreitenden Upper Waterton Lake ein Ausflugsboot, das Besucher von Kanada auf die amerikanische Seite bringt. Kanadier und US-Bürger sowie Personen mit dauerhafter Aufenthaltsgenehmigung brauchen einen Pass. Bürger anderer Staaten dürfen an der Bootstour teilnehmen, das unmittelbare Umfeld der Anlegestelle aber nur verlassen, wenn sie schon vorher an offiziellen Grenzübergang in die USA eingereist waren und die ihnen gewährte Aufenthaltsdauer noch läuft. Andernfalls sind die beiden Teile des International Peace Parks für sie nur über das Straßennetz außerhalb der Parks verbunden.